# 통영문학상
통영문학상은 통영 출신의 유치환시인을 기릴 목적으로 통영시가 제정한 문학상이다. 청마문학회와 통영문인협회(통영문학제 운영위원회)가 각각 운영하는 청마문학상과 통영문학상을 2015년부터 ‘통영시문학상’이란 이름으로 통합하고 ‘청마문학상운영조례’를 ‘통영시문학상운영조례’로 개정하면서 통영시문학상운영위원회를 설치하여 문학상 선정에 관한 업무를 전담한다. 통영문인협회가 주관하는 통영문학제에서 청마문학상, 김춘수시문학상, 김상옥시조문학상, 김용익소설문학상 등 4개 부문 수상자를 발표한다.

## 김춘수 시 문학상
| 수상 년도 | 작가   | 작품                                 |
| --------- | ------ | ------------------------------------ |
| 2012년    | 김선호 | <햇살 마름질> ISBN 9788994824369     |
| 2013년    | 조동범 | <카니발> ISBN 9788954616065          |
| 2014년    | 박판식 | <너는 나와 어울리지 않는다>          |
| 2015년    | 김이듬 | <히스테리아> ISBN 9788932026480      |
| 2016년    | 이현승 | <생활이라는 생각> ISBN 9788936423926 |
| 2017년    | 김산   | <치명> ISBN 9791187756057            |

## 김상옥 시조 문학상
| 수상 연도 | 작가   | 작품                                |
| --------- | ------ | ----------------------------------- |
| 2012년    | 민병도 | <들풀>                              |
| 2013년    | 조동화 | <영원을 꿈꾸다> ISBN 9788996537021  |
| 2014년    | 박옥위 | <조각보 평전> ISBN 9791185003061    |
| 2015년    | 서숙희 | <아득한 중심> ISBN 9788971904862    |
| 2016년    | 박영식 | <굽다리 접시> ISBN 9788971905067    |
| 2017년    | 문희숙 | <짧은 밤 이야기> ISBN 9788960398795 |

## 김용익 소설 문학상
| 수상 연도 | 작가   | 작품                             |
| --------- | ------ | -------------------------------- |
| 2012년    | 박종관 | <제3지대> ISBN 9788962030815     |
| 2013년    | 박경숙 | <빛나는 눈물> ISBN 9788992308557 |
| 2014년    | 조용호 | <떠다니네> ISBN 9788937487941    |
| 2015년    | 윤고은 | <알로하> ISBN 9788936437312      |
| 2016년    | 정한아 | <애니> ISBN 9788932027692        |
| 2017년    | 조해진 | <빛의 호위> ISBN 9788936437459   |